# Kap Nansen
Kap Nansen är en udde i Grönland (Kungariket Danmark).   Den ligger i kommunen Sermersooq, i den sydöstra delen av Grönland, 1 100 km öster om huvudstaden Nuuk.
Terrängen inåt land är kuperad. Havet är nära Kap Nansen åt sydost.  Det finns inga samhällen i närheten. 